# Probles montanus
Probles montanus là một loài tò vò trong họ Ichneumonidae.